# Yamaha RD500LC
Yamaha RD500LC - це високопродуктивний двотактний спортивний мотоцикл, також відомий в Канаді та Австралії як RZ500. Для японського домашнього ринку була розроблена легша версія відома як RZV500R . Суворі правила Агентства охорони навколишнього природного середовища США означали, що RZ500 не доступний для продажу в цій країні. Вироблений за короткий період між 1984 та 1986 роками, він став затребуваною колекційною машиною.  

## Розвиток
З успіхом на початку 1980-х Кені Робертс на Yamaha YZR500 у гонках на мотоциклах Гран-Прі Ямаха зрозумів, що дорожня версія їх 500 кубічної гоночної версії продається добре. Використовуючи аналогічну технологію менших серій RD двотактних мотоциклів, RD500LC був запущений у 1984 році. 

## Дизайн

### Двигун

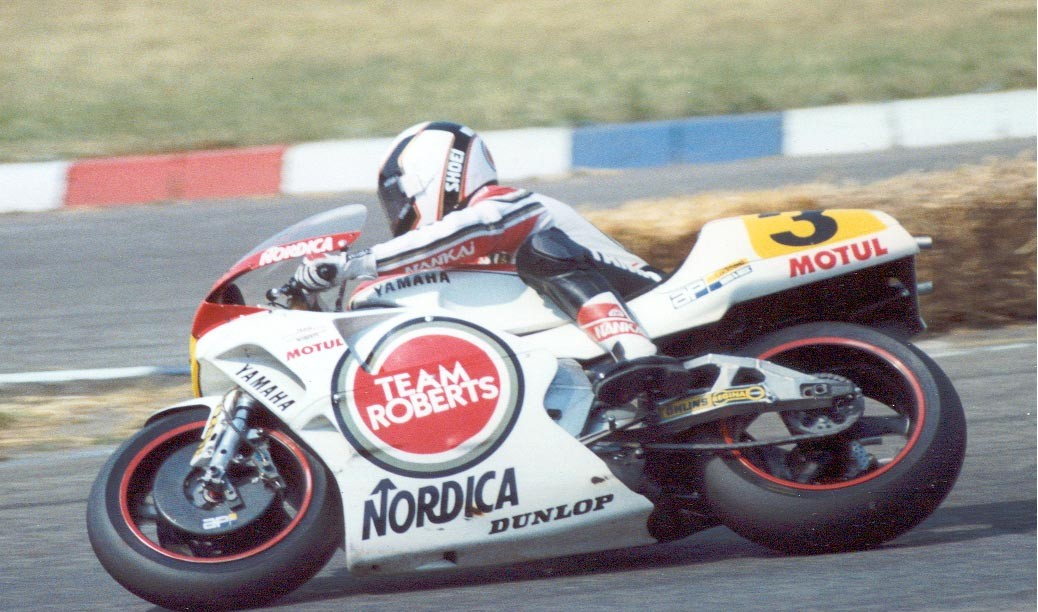
Yamaha YZR500.

RD500LC (гоночний мотоцикл 500CC з рідинним охолодженням) використовує схему двигуна V4 з подвійним колінчастим валом 50 градусів. З'єднані клапани вихлопної системи Yamaha YPVS керуються одним електронним блоком і сервоприводом та призначені для отримання більш широкого діапазону потужності . Двигун також має впускні шарові клапани на відміну від спортивного YZR500, який використовував індукцію поворотного дискового клапана. Шарові клапани використовують дві різні схеми впускання, в нижні циліндри паливна суміш подається через кожухи, встановлені на картері, а верхня пара використовує циліндричну бочку. Чотири карбюратори Mikuni встановлені збоку парами і подають суміш в кожен циліндр через 90-градусний впускний колектор . Нижні камери розширення виходять нормально, але верхні труби перетинаються одна з одною безпосередньо за витяжними отворами, щоб підтримувати правильну налаштовану довжину. 

### Передача

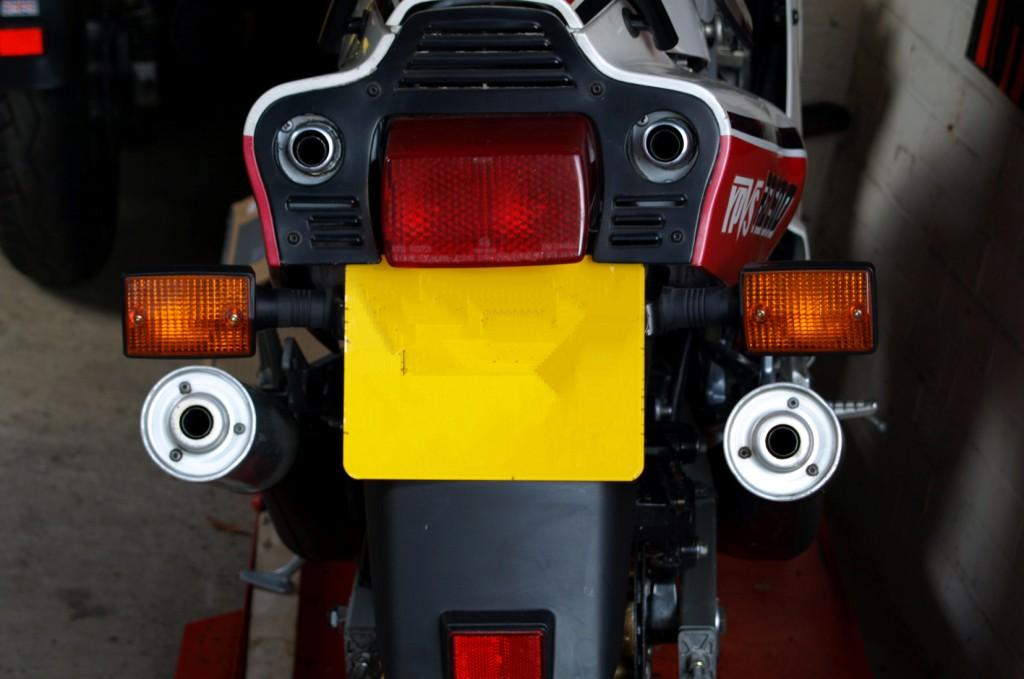
Вид ззаду RD500LC

### Електрична система

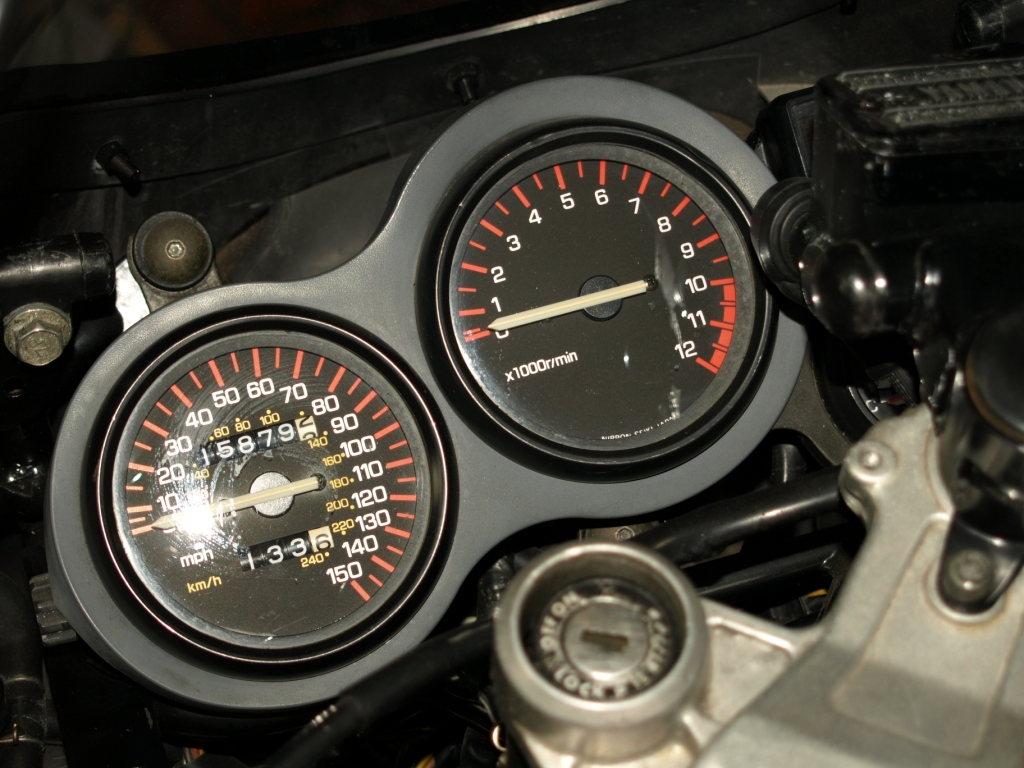
RD500LC спідометр та тахометр

## Моделі по країні
Зазначені відмінності - це порівняння з британським специфікацією RD500LC, номери моделей Yamaha в дужках, коли вони відомі.
- Австралія

RZ500N ( 53G )
- Австрія

Передні та задні жовті бічні відбивачі
- Канада

RZ500S (1VW)
- Данія

Самовідтягується бічна ніжка, права фара ближнього світла
- Фінляндія

Бічна ніжка, що самовтягується, розширений задній бризговик, права ближня фара
- Німеччина

Знижена вантажопідйомність (205 кг замість 211 кг), видалені самостійні індикатори, права фара ближнього світла
- Японія

RZV500R (51X)
Тахометр обладнаний червоним попереджувальним світлом, яке спрацьовує при еквіваленті 55 миль/год (88,5 км/год). Легкий алюмінієвий каркас, виготовлений вручну, датчик вмісту паливного бака, активований за допомогою функціонального перемикача, встановленого на правій ручці (використовує датчик температури води для показу вмісту паливного бака), передня підвіска попередньо регулюється від циферблата на вершині ніжок вилок. Індикатори самовідміни видалені. Випуск продукції обмежений лише 1600 одиницями (усі продано протягом першого тижня випуску)
- Норвегія

Самозатягується бокова ніжка, кришки свічки запалювання, права фара ближнього світла
- Швеція

Модифіковані вихлопні труби, що відтягуються боковою ніжкою, права ближня фара
- Об'єднане Королівство

RD500LC (ранні моделі 47X - пізні моделі 1GE)

## Технічні характеристики (RD500LC / RZV500R)
|                        | RD500LC | RZV500R |
| ---------------------- | --- | --- |
| Двигун                 | 499 см3 (30 дюйм3) , двотактний, чотирициліндровий з рідким охолодженням, індукція очеретяного клапана з YPVS            | 499 см3 (30 дюйм3) , двотактний, чотирициліндровий з рідким охолодженням, індукція очеретяного клапана з YPVS                                                                                   |
| Боровий удар           | 56,4 мм × 50,0 мм (2,22 дюйм × 1,97 дюйм)                                                                                | 56,4 мм × 50,0 мм (2,22 дюйм × 1,97 дюйм) |
| Коефіцієнт стиснення   | 6.6: 1 | 6.6: 1 |
| Система палива         | Mikuni VM26SS 26 мм (1,0 дюйм) карбюратор x 4                                                                            | Mikuni VM26SS 26 мм (1,0 дюйм) карбюратор x 4 |
| Змащення               | Yamaha Autolube двотактний впорскування, трансмісійний насос коробки передач.                                            | Yamaha Autolube двотактний впорскування, трансмісійний насос коробки передач. |
| Запалювання            | Запалювання розряду конденсатора (CDI)                                                                                   | Запалювання розряду конденсатора (CDI) |
| Передача               | 6-швидкісна, постійна сітка                                                                                              | 6-швидкісна, постійна сітка |
| Фінальний драйв        | 530 ланцюг, 102 ланки | 530 ланцюг, 102 ланки |
| Загальна довжина       | 2 085 мм (82,1 дюйм) | 2 085 мм (82,1 дюйм) |
| Загальна ширина        | 705 мм (27,8 дюйм) | 705 мм (27,8 дюйм) |
| Загальна висота        | 1 145 мм (45,1 дюйм) | 1 145 мм (45,1 дюйм) |
| Висота сидіння         | 780 мм (30,7 дюйм) | 780 мм (30,7 дюйм) |
| Кліренс                | 145 мм (5,7 дюйм) | 145 мм (5,7 дюйм) |
| Колісна база           | 1 375 мм (54,1 дюйм) | 1 375 мм (54,1 дюйм) |
| Суха вага              | 205 кг (452 фунт) | 196 кг (432 фунт) |
| Підвіска передня       | Телескопічна, котушка пружини, нерегульована пружина попереднього навантаження, система гальмування, пов'язана з гальмом | Телескопічна пневматична пружина, що регулюється повітрям, регульована пружина попереднього навантаження, регульоване демпфування відштовхування за допомогою гальмової системи проти занурення |
| Підвіска задня         | Тип ланки, демпфірований газом / мастилом, пружина з пружинним регулюванням пружиною 5-ти напрямним                      | Тип ланки, демпфірований газом / мастилом, пружина з пружинним регулюванням пружиною 5-ти напрямним                                                                                             |
| Гальма спереду         | Подвійний гідравлічний диск                                                                                              | Подвійний гідравлічний диск |
| Гальмівні задні        | Один гідравлічний диск                                                                                                   | Один гідравлічний диск |
| Шини передні           | 120/80-VR16 | 120/80-VR16 |
| Шини задні             | 130/80-VR18 | 130/80-VR18 |
| Ємність паливного бака | 22 л (6 гал. США; 5 англ. гал.)                                                                                          | 22 л (6 гал. США; 5 англ. гал.) |

## Автоспорт
Велосипед виграв гонку Castrol Six Hour у 1984 році. 

## зовнішні посилання
- Як працює матеріал - RZ500 [Архівовано 9 листопада 2007 у Wayback Machine.]